# 伊賀國
伊賀國（日语：〔〕／ Iganokuni */?），日本古代的令制國之一，屬東海道，又稱伊州，在《延喜式》中国力属于下国，按距离京都的距离划分则属于近国，領域大約為現在三重縣西部的上野盆地一帶。江户时代，伊贺国境内有筒井氏的伊賀上野藩以及藤堂氏的津藩。
伊贺国與近江国甲賀郡同為日本忍術的發源地，伊贺国多山的地形是孕育领内忍者的因素之一。

## 名称的由来
伊贺国的国名由来存在多种说法。《大日本史》认为，在日本神话中，伊贺国是由伊势津彦的女儿吾娥治理，因此原来称为“吾娥”，后来的名字伊贺是讹称。另有说法认为，伊贺二字由当地古代阿伊努语名字转写而成。

## 历史文化
伊贺国以及近江国甲賀郡同為日本忍術的發源地，来自伊贺和甲贺的忍者分别称为“伊贺众”和“甲贺众”。伊贺众是伊贺国内从事忍者工作的地侍，据传曾在本能寺之变后帮助身陷敌国的德川家康逃脱。在江户时代也十分活跃。伊贺国领内多山，促进了领内忍者众的形成。观点认为，伊贺国内的忍者起源于镰仓幕府末期在当地活动的“恶党”（反对镰仓幕府的叛军）。
在日本律令制时代之前，统治伊贺国的是伊贺国造。过去的伊势国，领土曾包含《延喜式》中伊贺国的领地，伊贺国是在公元680年从伊势国分立的。律令制时代后，伊贺国领内多为东大寺等寺社持有的庄园。镰仓时代，伊贺一带的守护先后由大内氏、山内氏、千葉氏担任。镰仓幕府末期，在伊贺一带活动的恶党演化成了后来的伊贺忍者。日本战国时代中，1581年爆发了天正伊贺之乱，织田氏的军队入侵，吞并了伊贺。伊贺国的忍者不得不逃亡他国，为各地的大名工作。进入江户时代后，伊贺国的原领主筒井氏因在大坂冬之阵中涉嫌通敌而被改易，一部分领地划入了藤堂氏的津藩。

## 行政区划
伊贺国国衙的国厅位于今三重县伊贺市坂之下一带，按古代的行政区划，在阿拜郡境内，遗迹伊贺国厅遗迹在2009年获日本政府指定为史迹，国分寺和国分尼寺都位于今三重县伊賀市境内。伊贺国的一宫（境内《延喜式》社格最高的神社）是今属三重县伊賀市的敢国神社。
伊贺国下辖4郡，18个乡。
- 阿拜郡
- 山田郡
- 伊賀郡
- 名張郡

## 相關事項
- 日本令制國列表
- 伊賀市
- 伊賀流
- 甲賀郡
- 忍者
- 松尾芭蕉